# ロンリのちから
『ロンリのちから』は、2014年4月からNHK Eテレで放送されているテレビ番組。中学や高校、そして大学や社会人になっても求められる論理的思考力（クリティカル・シンキング）を養う、ドラマ仕立ての番組である。
2014年度は第1話から第10話までの10回シリーズ（以下、「第1期」と記載）。2015年度は、第11話から第20話（以下、「第2期」と記載）が追加制作された20回シリーズとなり、2016年度以降もこの20回分で再放送が続けられている。
NHK高校講座の番組の一つであるが、中学生向けの学校放送番組（国語）も兼ねている。このため、放送上では「NHK高校講座」のクレジットは表示されない。学校放送枠でのみの放送となった年度もある。

## 出演
※緒川は第1期・第2期ともに全話出演。映像部役の面々は主に第1期に出演、演劇部役の面々は第2期に出演。
- 映像部の顧問 溝口先生 - 緒川たまき

映像部
- 礼央（れお） - 植田慎一郎（1 - 10）
- マリー - 大場はるか（1 - 10）
- 杏奈 - 山崎紘菜（1 - 10）
- 新井波（あらい なみ） - 仁村紗和（7 - 10、15）

演劇部
- 圭次 - 水石亜飛夢（11 - 20）
- マリア - 高橋春織（11 - 20）
- ノーノ - 田中美海（11 - 20）
- 来緋（らいひ） - 阿久圭介（11 - 20）
- 南淳（みなみ じゅん） - 来夢（18 - 20）

## 放送時間
2014年度
第1期のみ放送。いずれも隔週更新のため、新作の翌週は前週の再放送。なお、第1話は4月2日の9:50 - 10:00に先行放送された。
- 火曜 14:30 - 14:40（021ch。NHK高校講座枠での放送。下期（10月 - 翌年3月）は、上期（4 - 9月）放送分のリピート放送）
- 木曜 14:30 - 14:40（023ch。NHK高校講座ライブラリー枠での放送。下期（10月 - 翌年3月）のみ）
- 金曜 0:50 - 1:00（学校放送枠での放送。上期（4 - 9月）のみ。高校講座枠が休止の間は過去回のセレクション放送を実施）

2015年度
第2期が追加され20回シリーズとして放送。高校講座枠での放送が隔週となる一方、金曜未明の放送は毎週更新のため、第2期は金曜未明枠が初回放送となった。
- 金曜 1:15 - 1:25（学校放送枠での放送。上期（4 - 9月）のみ。テレビクラブ期間にあたる15話と16話の初回放送の間に、11 - 15話の再放送を挟んだ）
- 隔週火曜 14:30 - 14:40（021ch。NHK高校講座枠での放送。実質的に金曜未明分の再放送枠）
- 木曜 14:30 - 14:40（023ch。NHK高校講座ライブラリー枠での放送。第1期のみ放送。上期は前年同様毎週放送だが隔週更新。下期（10月 - 翌年3月）は放送そのものが隔週となる）

2016年度
- 隔週木曜 14:30 - 14:40（023ch。NHK高校講座ライブラリー枠での放送。上期（4 - 9月）のみ。第2期のみ放送）
- 金曜 1:15 - 1:25（学校放送枠での放送。上期（4 - 9月）のみ）

2017 - 2019年度
この間は学校放送枠でのみ放送。
- 金曜 15:30 - 15:40（学校放送枠での放送。上期（4 - 9月）のみ[1]）

2020年度
4年ぶりに高校講座枠での放送が再開される。
- 隔週火曜 14:30 - 14:40（021ch。NHK高校講座枠での放送）
- 隔週木曜 14:30 - 14:40（023ch。NHK高校講座ライブラリー枠での放送。下期（10月 - 翌年3月）のみ。第1期のみ放送）
- 水曜 15:30 - 15:40（学校放送枠での放送。下期（10月 - 翌年3月）のみ）

2021年度
- 隔週火曜 14:30 - 14:40（021ch。NHK高校講座枠での放送）
- 隔週木曜 14:30 - 14:40（023ch。NHK高校講座ライブラリー枠での放送。上期は第2期、下期は第1期を放送）
- 金曜 0:20 - 0:30（学校放送枠での放送。下期（10月 - 翌年3月）のみ）

2022年度
Eテレの編成全体の見直しに伴い、高校講座枠でのみの放送となる。
- 隔週金曜 11:20 - 11:30（021ch。NHK高校講座枠での放送）
- 隔週木曜 10:30 - 10:40（023ch。NHK高校講座ライブラリー枠での放送。上期（4 - 9月）のみ。第2期のみ放送）
- 隔週月曜 10:50 - 11:00（023ch。NHK高校講座ライブラリー枠での放送。下期（10月 - 翌年3月）のみ。第1期のみ放送）

2023年度
NHK高校講座ライブラリー枠の廃枠に伴い、023chでの放送も9月いっぱいまでとなる。
- 隔週金曜 11:00 - 11:10（021ch。NHK高校講座枠での放送）
- 隔週月曜 10:50 - 11:00（023ch。NHK高校講座ライブラリー枠での放送。上期（4 - 9月）のみ。第2期のみ放送）

2024年度
4年ぶりに学校放送枠での放送が再開される。
- 隔週金曜 11:00 - 11:10（NHK高校講座枠での放送）
- 金曜 16:40 - 16:50（学校放送枠での放送。下期（10月 - 翌年3月）のみ）

## 放送リスト
第2期については、初回放送枠が未明時間帯のため、実際の日付に基づいて表記している。編成上では記載された日付の前日扱いとなる。
| 話    | 初回放送日    | サブタイトル             |
| 第1期 | 第1期         | 第1期                    |
| ----- | ------------- | ------------------------ |
| 1     | 2014年4月2日  | 三段論法                 |
| 2     | 2014年4月29日 | 誤った前提・危険な飛躍   |
| 3     | 2014年5月13日 | 逆さまのロンリ           |
| 4     | 2014年5月27日 | 接続表現・ことばをつなぐ |
| 5     | 2014年6月10日 | 水掛け論・理由を言う     |
| 6     | 2014年6月24日 | 暗黙のロンリ             |
| 7     | 2014年7月8日  | 仮説形成                 |
| 8     | 2014年7月22日 | 否定のロンリ             |
| 9     | 2014年9月2日  | 類比論法                 |
| 10    | 2014年9月16日 | 合意形成                 |
| 第2期 |               |                          |
| 11    | 2015年6月19日 | 見せかけの根拠           |
| 12    | 2015年6月26日 | 推測の確かさ             |
| 13    | 2015年7月3日  | 「だから」に反論する     |
| 14    | 2015年7月10日 | 因果関係                 |
| 15    | 2015年7月17日 | ニセモノの説得力         |
| 16    | 2015年8月28日 | 事実・推測・意見         |
| 17    | 2015年9月4日  | 問題を整理する           |
| 18    | 2015年9月11日 | 横ならび論法             |
| 19    | 2015年9月18日 | ずれた反論               |
| 20    | 2015年9月25日 | 異なる意見を尊重する     |